# Bataille de Majuba
Première guerre des Boers
Batailles
- Bronkhorstspruit
- Rustenburg
- Marabastad
- Lydenburg
- Elandsfontein
- Laing's Nek
- Schuinshoogte
- Rooihuiskraal
- Majuba Hill

La bataille de Majuba (près de Volksrust en Afrique du Sud) eut lieu le 27 février 1881 pendant la première guerre des Boers et vit la victoire des Boers du Transvaal sur les troupes britanniques. Vaincus, les Britanniques signèrent un traité d'armistice le 6 mars puis un traité de paix le 22 mars 1881.

## Campagne précédant la bataille
Alors que depuis quelques jours, les escarmouches se succédaient entre la British Army et les forces boers, le général George Colley occupa le sommet de la colline de Majuba, culminant à 2099 mètres, dans la nuit du 26 au 27 février 1881 pour une raison encore inconnue. Les Boers crurent qu'il allait tenter de déborder leurs positions à Laing's Nek et formèrent un groupe de combattants pour l'en déloger.

## Bataille
La majeure partie des 405 soldats britanniques qui occupaient le sommet de la colline était formée de 171 hommes du 58e régiment et de 141 hommes du 92e régiment d'infanterie (Gordon Highlanders).
Le général Colley ne fit mettre en place aucune artillerie au sommet, ni ne fit creuser à ses hommes des tranchées pour s'abriter.
Les Boers formèrent rapidement un groupe d'assaut sous la direction de Nicolaas Smit, groupe formé d'un assortiment de bénévoles provenant de divers commandos, totalisant au moins 450 hommes, peut-être plus, pour attaquer la colline.
À quatre heures trente du matin, trois groupes d'assauts formés chacun de 100  à   200 hommes commencèrent une lente progression vers le sommet de la colline. Les groupes étaient dirigés par le Field Cornet Stephanus Roos, le commandant D.J.K. Malan et le commandant Joachim Ferreira. Les Boers, qui étaient de bons tireurs, restèrent à distance respectable des Britanniques tandis que le groupe de Ferreira allait attaquer un groupe de soldats britanniques isolé sur Gordon's Knoll.
À 12 h 45, les hommes de Ferreira ouvrirent un feu nourri sur le groupe britannique isolé et le firent prisonnier. L'heure d'après, les Boers attaquaient le gros des troupes britanniques en se tenant à distance, en refusant le corps à corps et en tirant sur les soldats britanniques l'un après l'autre.
Dans la plus grande confusion et devant des pertes parmi ses hommes de plus en plus fortes, Colley ordonna la retraite juste avant d'être abattu lui-même par les tireurs boers. Le reste des troupes britanniques s'enfuit par l'arrière de la colline, pendant que les tireurs boers qui avaient atteint le sommet de la colline continuaient de tirer sur l'ennemi en retraite. Deux cent quatre-vingt-cinq Britanniques furent tués, blessés ou capturés.
Lors de la seconde guerre des Boers de 1899 à 1902, "Remember Majuba" (Souvenez-vous de Majuba) devint un cri de ralliement britannique en signe de revanche face à leurs adversaires.

## Galerie de photos
|  |  |

### Romans
- (en) John Wilcox, Last Stand At Majuba Hill, Headline, 2010,  (ISBN 9780755381692)
- Philippe Morvan, Les fils du ciel, Calmann-Lévy, 2021 (ISBN 9782702167427)